# Marco Huck
Marco Huck, de son vrai nom Muamer Hukić, est un boxeur allemand d'origine bosniaque né le 11 novembre 1984 à Ugao près de Sjenica en ex Yougoslavie.

## Carrière
Champion d'Europe EBU des lourds-légers en 2006 et 2007, il obtient une première chance pour un titre mondial en affrontant le 27 décembre 2007 l'américain Steve Cunningham, détenteur du titre IBF, mais s'incline par jet de l'éponge au 12e round.
Huck redevient champion d'Europe l'année suivante et après 3 défenses victorieuses, il est classé challenger officiel pour le titre WBO détenu par l'argentin Victor Emilio Ramírez. Les deux boxeurs s'affrontent le 29 août 2009 à Halle (Westf.) et l'allemand s'impose cette fois aux points à l'issue de 12 reprises très disputées.
Marko Huck conserve sa ceinture le 5 décembre 2009 en dominant aux points Ola Afolabi. Il confirme ensuite en stoppant au 3e round Adam Richards le 13 mars 2010 puis Brian Minto au 10e round le 1er mai et Matt Godfrey au 5e round le 21 août.
Opposé à son challengeur officiel, le russe Denis Lebedev, le 18 octobre 2010 à Berlin, il s'impose de peu aux points par décision partagée. Huck bat ensuite l’israélien Ran Nakash le 2 avril 2011 puis Hugo Hernán Garay le 16 juillet par KO au 10e round et Rogelio Omar Rossi par KO à la 6e reprise.
Le 25 février 2012, Huck affronte dans la catégorie poids lourds le russe Aleksandr Povetkin, champion WBA régulier. Bien que faisant quasiment jeu égal avec son adversaire, il s'incline de peu aux points à l'issue des 12 reprises. À peine plus de deux mois après ce combat, Marco Huck doit défendre sa ceinture des lourds-légers WBO contre son challenger officiel Ola Afolabi. Les deux boxeurs font matchs nuls le 5 mai 2012. Il défend pour la dixième fois son titre le 3 novembre 2012 en s'imposant de peu aux points contre Firat Arslan, une décision des juges très contestée par le public. Son 3e affrontement contre Ola Afolabi le 8 juin 2013 se solde par une victoire par décision majoritaire.
Huck conserve pour la 12e fois sa ceinture WBO le 25 janvier 2014 en stoppant au 6e round Arslan lors de leur second affrontement puis il bat aux points l'italien Mirko Larghetti le 31 août 2014 en égalant à cette occasion le nombre de défenses victorieuses de la catégorie détenu par le britannique Johnny  Nelson. Il perd néanmoins le titre en étant battu par Krzysztof Głowacki par KO à la 11e reprise le 15 août 2015. Malgré deux victoires en 2016 face à Afolabi et Dmytro Kucher, il est à nouveau battu en championnat du monde par le letton Mairis Briedis (champion WBC) le 1er avril 2017 puis contre l'ukrainien Oleksandr Usyk (champion WBO) le 9 septembre 2017.

## Anecdote
Bien qu'il boxe sous le drapeau allemand, et sous un pseudonyme, Marco Huck jouit d'une très grande popularité auprès des serbes et plus particulièrement de la ville de Ugao. Il se rend en effet souvent sur la terre de ses origines.